# Sztuka buddyjska
Sztuka buddyjska – obejmuje między innymi rzeźby, posągi i płaskorzeźby, malarstwo, mandale, architekturę (stupy, klasztory, wykute w skale jaskinie).
Częstymi tematami sztuki buddyjskiej są sceny z życia Buddy, jak również przedstawienia bodhisattwów i innych bóstw.

## Dzieła sztuki buddyjskiej

### Buddharupa

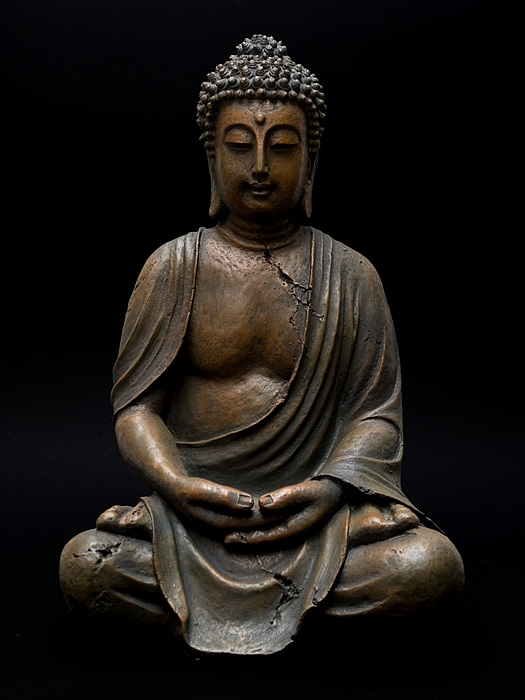
Posąg Buddy

Rzeźby, posągi lub obrazy przedstawiające Buddę noszą w sanskrycie nazwę buddharupa. Mają one na celu nie tyle upamiętniać historyczną postać, ile raczej stanowić przypomnienie o drzemiącym w ludziach potencjale osiągnięcia Oświecenia, jak również napawać oglądającego spokojem, inspirować go do osiągnięcia szczęścia. Statuetki Buddy przedstawiają go w różnych pozycjach zwanych mundra, jednak najczęściej spotykana jest pozycja lotosu, symbolizująca idealną równowagę myśli. Budda dotykający prawą ręką ziemi bierze ją na świadka swojego Oświecenia; akt ten symbolizuje niezłomną wiarę i postanowienie. Przedstawienie leżącego Buddy symbolizuje jego ostatnią śmierć i wyzwolenie się z cyklu narodzin i śmierci.

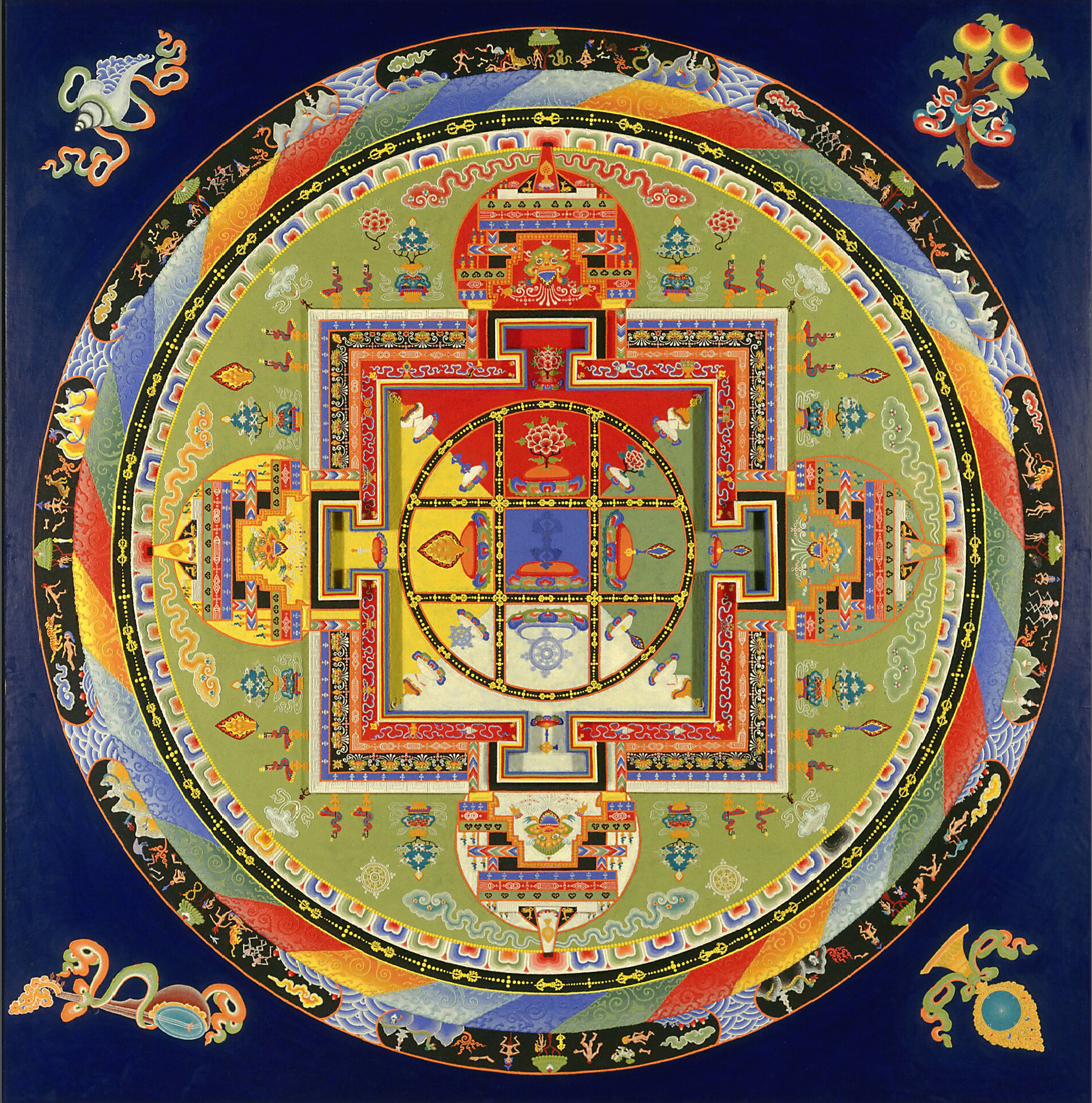
Tybetańska mandala.

### Mandale
Mandale występują w buddyzmie tantrycznym i są to symboliczne diagramy, oparte na regularnych figurach geometrycznych. Stanowią one przedstawienie wszechświata. Kiedy mandala jest ukończona, stanowi zbiornik dla bóstw i punkt zbiorczy dla sił wszechświata. Mentalna podróż do środka mandali jest symboliczną wędrówką przez kosmos do esencji rzeczywistości. Mandale są wykorzystywane i tworzone podczas medytacji. Mimo iż niektóre mandale są malowane i służą jako trwały obiekt kontemplacji, w buddyzmie tybetańskim tradycyjnie piaskowe mandale po ukończeniu są celowo niszczone poprzez wysypywanie piasku do rzeki, aby rozprowadzić posiadaną przez nie pozytywną energię.

## Historia
Najstarszym odkrytym zabytkiem buddyjskim są ślady drewnianej struktury z VI w. p.n.e., będące pozostałością najstarszej buddyjskiej świątyni w miejscu narodzin Buddy. Kolejnym chronologicznie znanym zabytkiem jest kolumna Aśoki w Lumbini z 249 r. p.n.e.
Jednymi z pierwszych dzieł sztuki buddyjskiej były stupy, w których przetrzymywane miały być relikwie Buddy. Początkowo były budowane z użyciem cegieł, drewna, słomy i bambusa. W I w. p.n.e. do stup dodano kamień: kamienne poręcze i portale, zdobione reliefami, przedstawiającymi sceny z życia Gautamy i jego poprzednich żywotów (patrz dżataka). Początkowo jednak Buddy nie przedstawiano w postaci ludzkiej, ale poprzez m.in. symbol (np. ślady stóp, Koło Dharmy), puste siedzenie czy puste miejsce pod parasolem. W I w. n.e. postać Buddy stała się już dominującym motywem sztuki buddyjskiej.
Głównymi ośrodkami sztuki buddyjskiej na początku naszej ery były: 

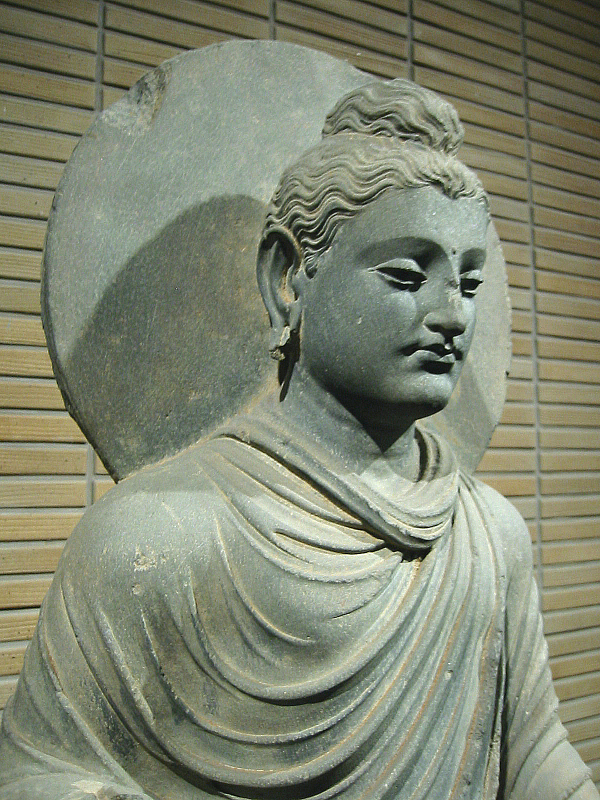
Stojący Budda – rzeźba z Gandhary

- Gandhara (okolice Peszawaru) – sztuka z tego obszaru jest efektem połączenia buddyjskiej tematyki z grecko-rzymskim stylem i techniką, uwidaczniającymi się w fizjonomii oraz sposobie przedstawiania pofałdowanych szat, podobnych do rzymskich tog. Budda był przedstawiany z zakrytymi obydwoma ramionami, a jego twarz i włosy wzorowane były często na rzeźbach Apolla. Popularny był motyw Gautamy jako księcia sprzed osiągnięcia Oświecenia, jak również wychudzonego ascety[8]; pojawiły się również przedstawienia przyszłego buddy Maitrei, zarówno jako buddy w klasztornych szatach oraz jako książęcego bodhisattwy przed osiągnięciem Oświecenia[7]. Rzeźby wykonywano w zielonym fyllicie i szaroniebieskich mikach[9], jak również stiuku. Były one umieszczane w kapliczkach dookoła stup[7]. Styl ten kwitł przez ok. 400–500 lat, a jego głównymi ośrodkami były miasta Peszawar i Taksila; rozwijał się on również na terenie Afganistanu[6].

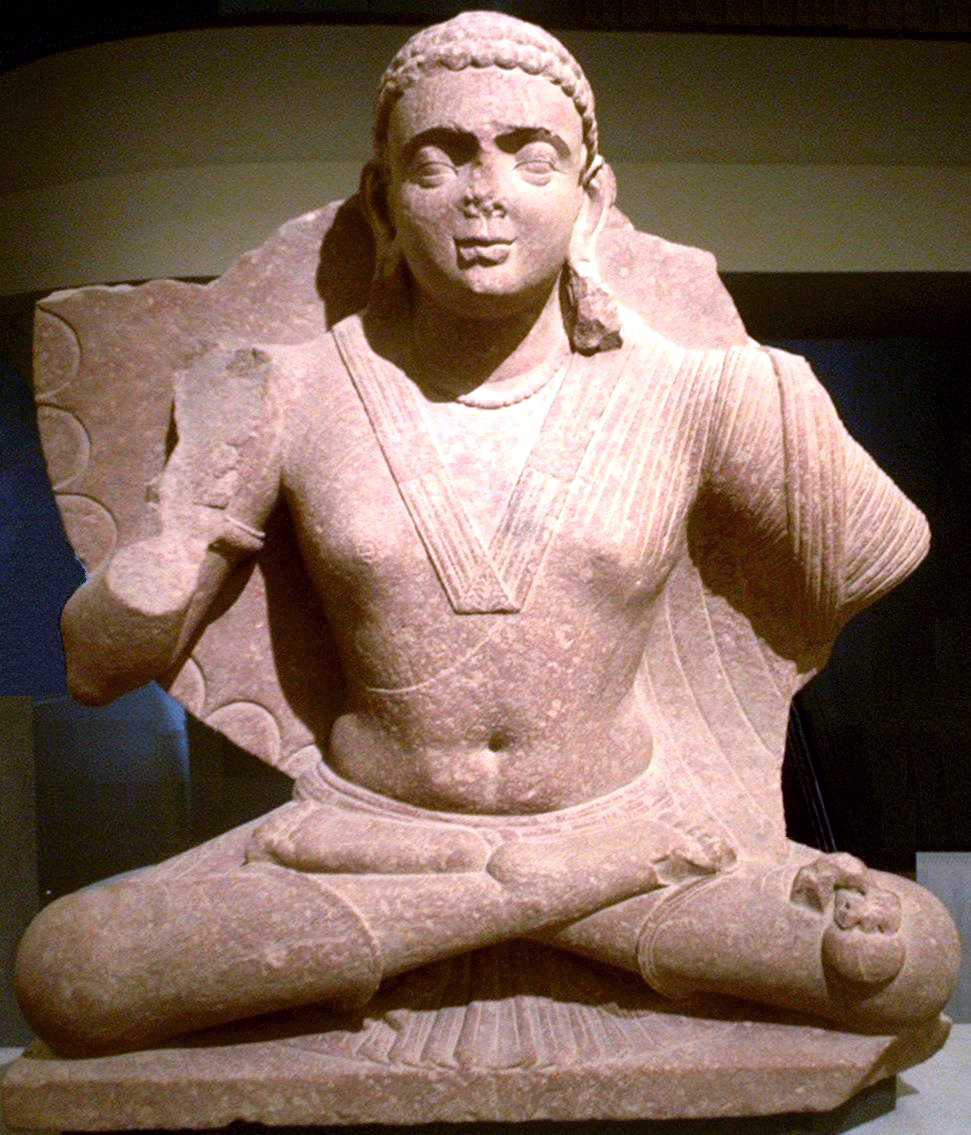
Budda Maitreja (II w. n.e., Mathura)

- Mathura – sztuka buddyjska kwitła na tym obszarze w czasach Królestwa Kuszanów[7]. To tutaj, równocześnie z Gandharą, powstały pierwsze rzeźby przedstawiające Buddę[6]; tutaj był on przedstawiany z nagim prawym ramieniem i ciałem rozszerzonym przez święte tchnienie (prana)[7]. Rzeźby Buddy i bodhisattwów z Mathury były eksportowane m.in. do Sarnath czy odległego Radźgiru w Biharze[6]. Charakterystyczne dla sztuki okresu Mathura było przedstawienie grupy kilku bogów w rzędzie, na przykład bogów pomyślności – Ganeśa, Kubera i Lakszmi[10].
- Andhra Pradesh – Budda był tutaj przedstawiany z poważną, nieuśmiechającą się twarzą oraz szatą odkrywającą lewe ramię i tworzącą na skraju feston. Sztuka tego rejonu była inspiracją dla artystów ze Sri Lanki[7].

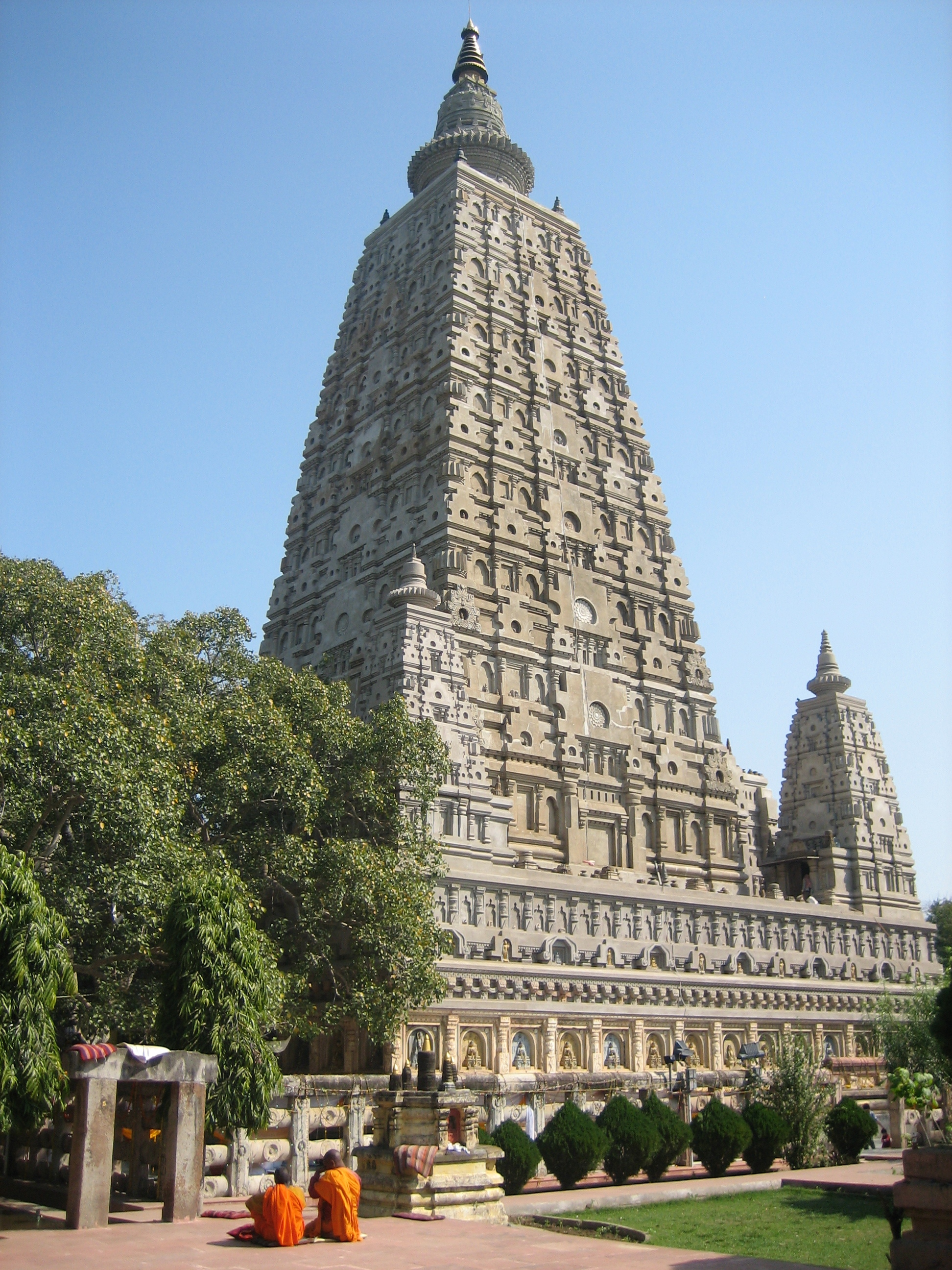
Świątynia Mahābodhi

- państwo Guptów (IV–VI w. n.e.) – okres ten jest często nazywany Złotą Erą[7] i uznawany za szczyt rozwoju sztuki buddyjskiej. Głównymi ośrodkami sztuki w tym okresie były Mathura, Sarnath i Nalanda[6]. Styl dominujący w tym okresie powstał w wyniku połączenia elementów sztuki Mathury i Gandhary. Cechami charakterystycznymi tego okresu są włosy ułożone w malutkie, pojedyncze loczki[7], drobne fałdy szat czy obficie dekorowane aureole. Tworzono także brązowe posągi Buddy. Z okresu tego pochodzą również wykute w skale świątynie i wihary w Ajancie i Ellorze w Maharashtrze, zbudowane pod patronatem króla Vakataki. Znajdują się w nich ozdobne filary, rzeźby Buddy i freski przedstawiające sceny z jego życia od poczęcia do osiągnięcia Oświecenia[6]. Z tego okresu pochodzi również świątynia Mahābodhi (mimo iż była później wielokrotnie odnawiana), charakteryzująca się wyjątkowo ozdobną śikharą[11]. Sztuka guptańska stanowiła inspirację dla przyszłych pokoleń artystów z Indii, Nepalu, Tajlandii i Indonezji[7].

W późniejszym okresie buddyzm ewoluował i wytwarzał coraz większy panteon bodhisattwów, bóstw i bogiń, z których najpopularniejsza była Tara. W Nepalu i Tybecie powstał całkowicie nowy zestaw bóstw, przedstawianych zarówno w rzeźbie, jak i na malowanych zwojach. Okrutne postacie zostały przedstawione jako obrońcy buddyzmu i jego wyznawców. Bardziej ezoteryczne przedstawienia obejmujących się bogów i bogiń symbolizowały wyzwolenie będące rezultatem połączenia żeńskiej mądrości i męskiego współczucia.